# Lutjanus guttatus
Lutjanus guttatus är en fiskart som först beskrevs av Steindachner, 1869.  Lutjanus guttatus ingår i släktet Lutjanus och familjen Lutjanidae. IUCN kategoriserar arten globalt som livskraftig. Inga underarter finns listade i Catalogue of Life.